# Izvorul Tămăduirii (Ștefănești)
Izvorul Tămăduirii (cunoscută de localnici și sub numele de Fântâna Buca) este un izvor de apă minerală, situat pe dealurile orașului Ștefănești. Izvorul este situat pe valea Turcului, lângă un drum turistic ce pornește din satul Valea Mare-Podgoria.

## Legenda
Legenda spune că aproximativ cu 200 de ani în urmă un copil mut a băut apă din aceste picături și i-a venit grai.